# Piața Romană
Piața Romană (Piazza Romana) è una piazza nel centro di Bucarest, importante incrocio del Settore 1.

## Descrizione
Due importanti boulevard si incrociano in piața Romană: Bulevardul Lascar Catargiu (che si dirige a nord-ovest per Piața Victoriei) e Bulevardul Magheru (in direzione sud fino a Piazza Università). Le due strade coincidono geograficamente con la linea della metropolitana M2 di cui ha una stazione omonima. Bulevardul Dacia attraversa la piazza da est a ovest.
L'edificio principale dell'Accademia degli studi economici si trova a nord della piazza.
Negli anni 1997-2010, la statua della lupa Capitolina si ergeva su Piaţa Romană. La statua fu trasferita a Bulevardul I.C. Brătianu.

## Area economica
Piața Romană rappresenta per i proprietari di ristoranti, alberghi e negozi di abbigliamento un business di 60-70 milioni di euro l'anno.

## Galleria d'immagini

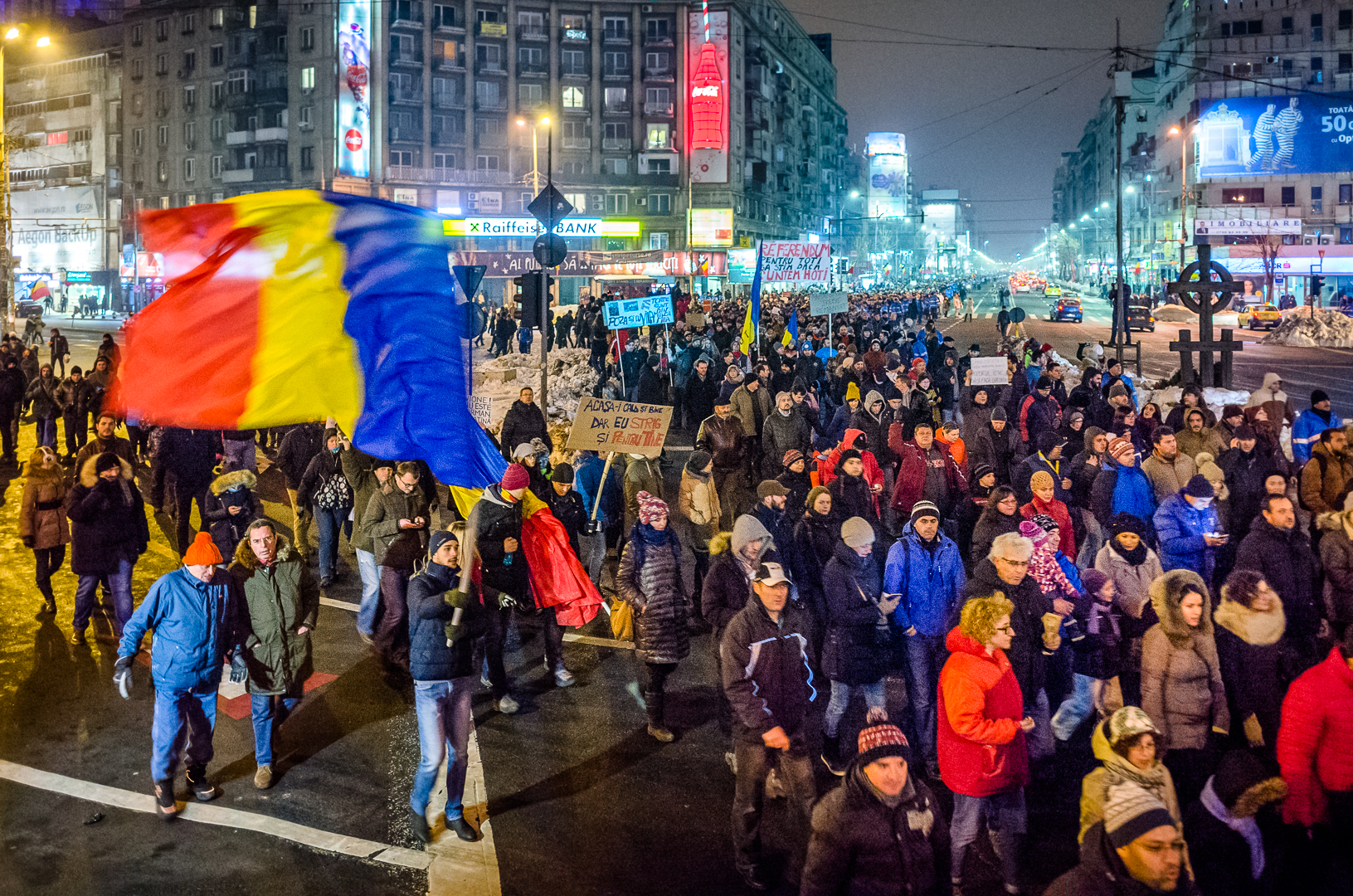
Protesta contro la corruzione a Bucarest nel 2017 in Piața Romană
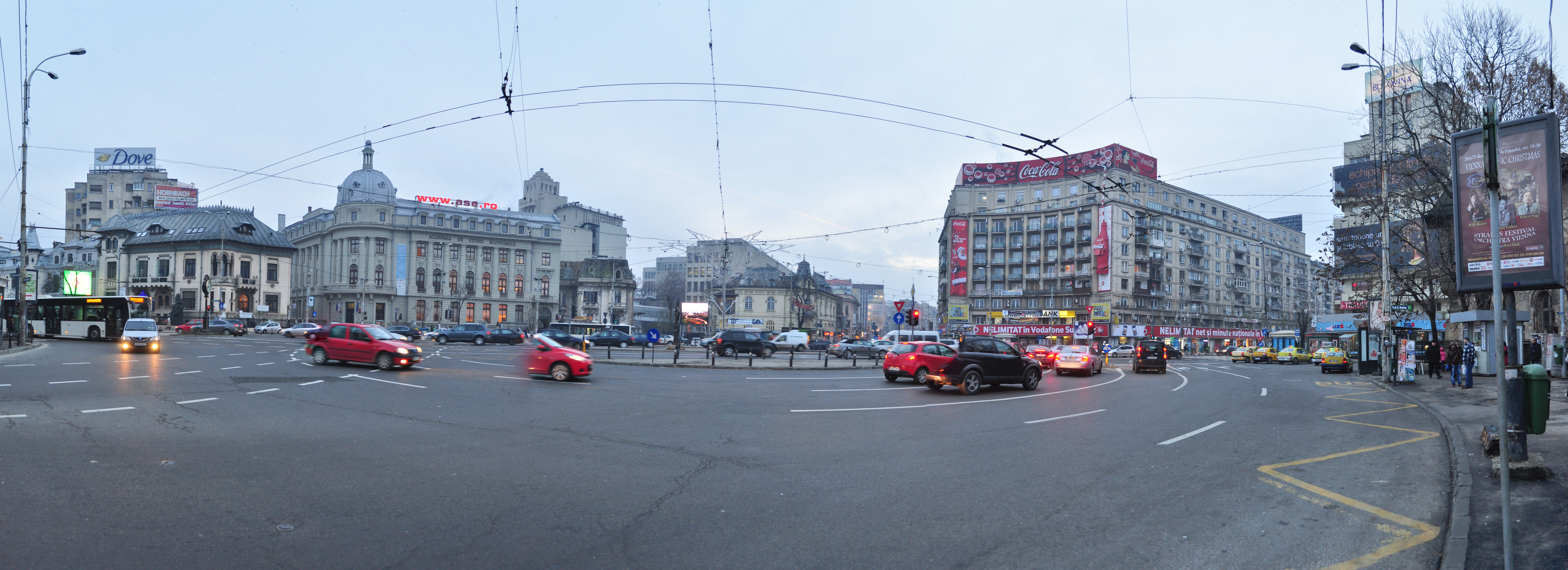
Vista panoramica di Piața Romană
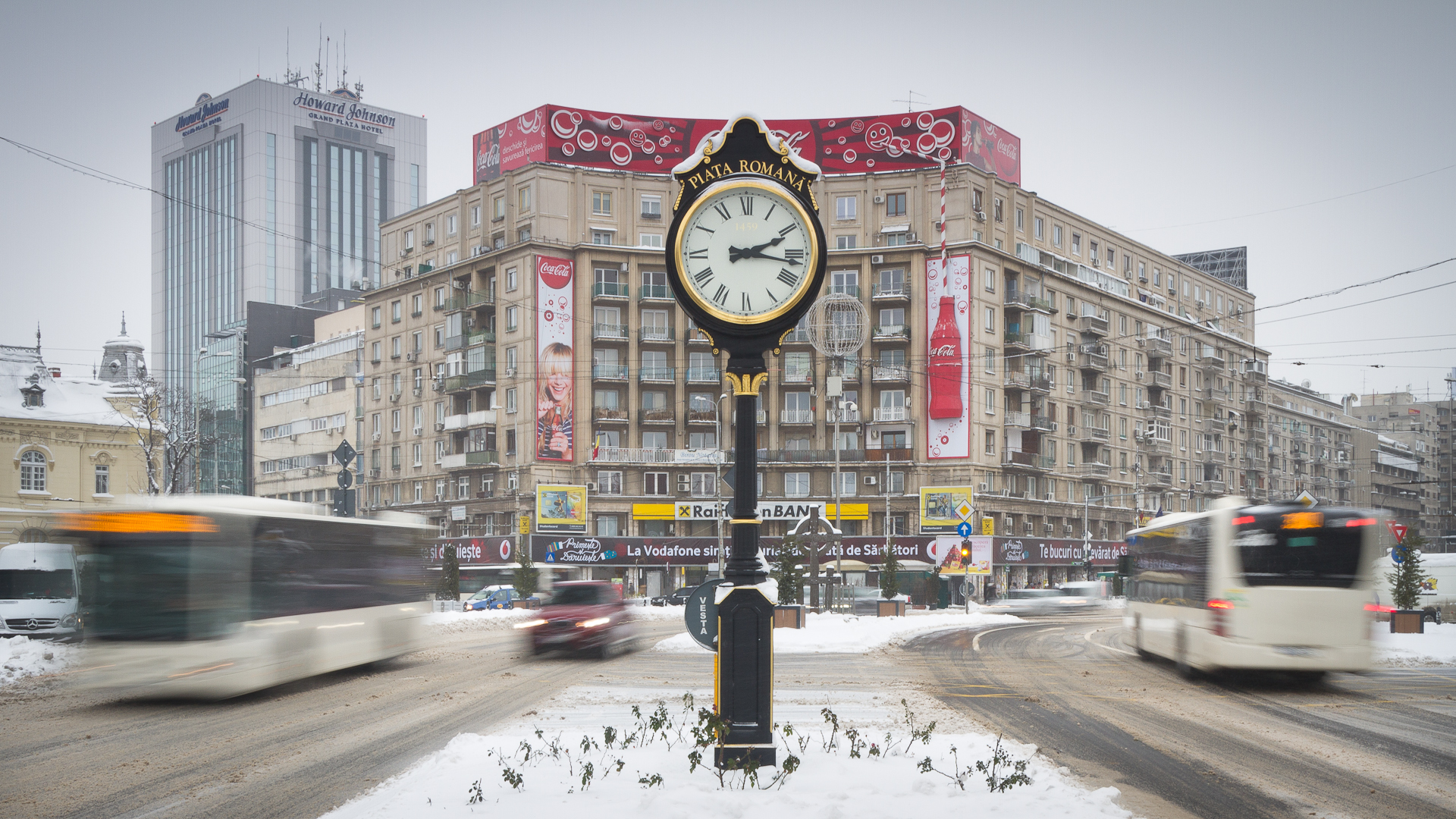
Piața Romană nel gennaio 2012
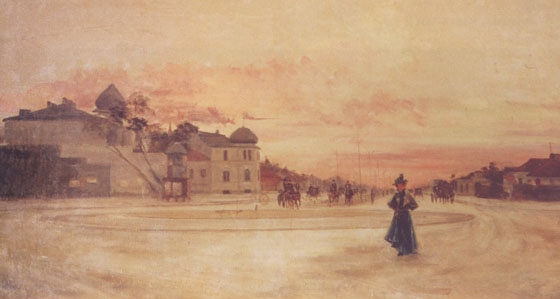
Piaţa Romană in un dipinto del XIX secolo di Juan Alpar